# Ivanivka, Velîka Pîsarivka
Ivanivka (în ucraineană Іванівка) este o comună în raionul Velîka Pîsarivka, regiunea Sumî, Ucraina, formată numai din satul de reședință.

## Demografie
Componența lingvistică a comunei Ivanivka
     Ucraineană (90,02%)
     Rusă (9,85%)
     Alte limbi (0,07%)
Conform recensământului din 2001, majoritatea populației comunei Ivanivka era vorbitoare de ucraineană (90,02%), existând în minoritate și vorbitori de rusă (9,85%).